# ثوب طرخان
ثوب طرخان الذي سمي على اسم مقبرة طرخان جنوب القاهرة في مصر حيث تم التنقيب عنه في عام 1913، هو لباس كتاني عمره أكثر من 5000 عام تم تأكيده على أنه أقدم قطعة ملابس في العالم.

## الاكتشاف
الثوب المرمز UC28614B موجود حاليًا في مجموعة متحف بتري للآثار المصرية بجامعة لندن (UCL). اختبار الكربون المشع في عام 1978 يؤرخ للعنصر إلى حوالي 2362 قبل الميلاد، على الرغم من أن اختبارًا آخر في عام 2015 من قبل جامعة أكسفورد يؤكد، بدقة 95٪، أن الفستان يعود إلى ما بين 3482 و 3102 قبل الميلاد. ويعتبر ثوب طرخان أقدم مثال موجود على الملابس المنسوجة المعقدة أي الملابس المفصلة على عكس تلك التي كانت ملفوفة.
تم اكتشاف الثوب في عام 1913 خلال الموسم الثاني من أعمال تنقيب فلندرز بيتري في مقبرة طرخان. أثناء التنقيب في المصطبة 2050، الثوب جنبًا إلى جنب مع الكتان الآخر خارج المصطبة، يُعتقد أنه تم إلقاؤه في وقت لاحق في العصور القديمة وغطس بالرمل، مع الحفاظ على القطع الأثرية. تم إرسال الكتان إلى كلية لندن الجامعية لتحليله، حيث ظل سليماً لمدة خمسة وستين عاماً.
تمت إعادة اكتشاف الثوب في عام 1977 من قبل دعاة الحفاظ على البيئة في متحف فكتوريا وألبرت الذين كانوا يقومون بفرز وتنظيف «الخرق الجنائزية».

## الثوب
يحتوي الثوب على نسج من 22 إلى 23 سداة في السنتيمتر، و 13-14 لحمة في السنتيمتر مكونًا شريطًا رماديًا في السداة، ربما لتأثير زخرفي. كان الجسم الرئيسي للفستان قطعة مستقيمة بعرض 76 سم. حافة الثوب مفقودة تاركًا الطول الأصلي غير معروف.